# Fashionistas Safado – The Challenge
Fashionistas Safado – The Challenge ist ein amerikanischer Fetisch-Porno-Spielfilm des Regisseurs John Stagliano aus dem Jahr 2006. Er ist die Fortsetzung des Films The Fashionistas desselben Regisseurs aus dem Jahr 2003.
Fashionistas Safado wurde in Las Vegas, Los Angeles und Berlin gedreht. Die Musik zum Film stammt von Douglas Mariah.
Der Nachfolger Fashionistas Lost desselben Regisseurs stammt aus dem Jahr 2020.

## Handlung
Im zweiten Teil des Werks übernehmen der Modedesigner Antonio (Rocco Siffredi) und dessen Frau Jesse (Belladonna) das Label Fashionistas Company. Um die Loyalität von Antonio gegenüber Jesse zu testen, verwickelt ein mysteriöser Unbekannter aus Berlin Antonio in einen Skandal.

## Auszeichnungen
- 2007: AVN Award – Best High Definition Video Production[3]
- 2007: AVN Award – Best Supporting Actress – Video (Katsuni)[3]
- 2007: AVN Award – Best Group Sex Scene – Video (Belladonna, Melissa Lauren, Jenna Haze, Gianna, Sandra RomainAdrianna Nicole, Flower Tucci, Sasha Grey, Nicole Sheridan, Marie Luv, Caroline Pierce, Lea Baren, Jewell Marceau, Jean Val Jean, Christian XXX, Voodoo, Chris Charming, Erik Everhard, Mr. Pete, Rocco Siffredi)[3]
- 2007: XRCO Award – Best On-Screen Chemistry (Gianna Michaels, Jenna Haze, Rocco Siffredi)
- 2007: FICEB Award Ninfa – Most Original Sex Sequence (Melissa Lauren)
- 2007: FICEB Award – Best Actor (Rocco Siffredi)